# 内原健文
内原 健文（うちはら たけふみ）は、熊本朝日放送 (KAB) のアナウンサー（2020年4月 - ）。

## 経歴
熊本県熊本市生まれで、西南学院大学を卒業。12月生まれ。二児の父親。
高校まで野球に取り組む。好きな番組として熱闘甲子園を挙げるなど、スポーツへの思いが強い。
現在は、夏の高校野球熊本県大会決勝の実況を務めている。

## 現在の担当番組
- KABニュース
- くまもとLive touch（特集担当）
- スポーツ実況（夏の高校野球 熊本県大会）[1]